# Свръхестествено (сезон 3)
Вижте пояснителната страница за други значения на Свръхестествено.
Третият сезон на Свръхестествено, американски телевизионен сериал, започна на 4 октомври, 2007. Това е вторият сезон, който се излъчва по CW. Главните актьори от третия сезон включват Джаред Падалеки, Дженсън Екълс, Кейти Касиди и Лорън Коън.
Този сезон се фокусира върху Сам и Дийн, които продължават да ловуват демони, представени са мистериозният доброжелателен демон Руби (Касиди) и съперничката им Бела Талбот (Коън), професионален крадец, който краде Колтът. Много често се споменава и сделката на Дийн и че това е последната му година на Земята преди да отиде в Ада. Лилит се появява като злодей през сезона.
Третия сезон на Свръхестествено, заедно с много други американски сериали попадна в стачката на сценаристите, което доведе до скъсяване на сезона от 22 на 16 епизода.

## Актьорски състав
Главни герои:
- Джаред Падалеки в ролята на Сам Уинчестър
- Дженсън Екълс в ролята на Дийн Уинчестър

Второстепенни герои:
- Кейти Касиди в ролята на Руби
- Лорън Коън в ролята на Бела Талбот
- Джим Бийвър в ролята на Боби Сенгер

## Епизоди
| Заглавие | Сценарист(и)                                                       | Режисьор(и)     | Дата на излъчване   | Еп. № |
| --- | ------------------------------------------------------------------ | --------------- | ------------------- | ----- |
| The Magnificent Seven („Великолепната седморка“) | Ерик Крипки                                                        | Ким Манърс      | 4 октомври 2007 г.  | 1     |
| Укрепнали заради възможността за апокалиптична война, Сам и Дийн осъзнават, че имат голямата задача да хванат хиляди демони, които са избягали от Портата на Дявола. Със само една година живот, Дийн решава да живее живот на пълни обороти, което пречи на Сам, който се опитва да намери начин да спаси Дийн от сделката му. Боби им казва за демони в Небраска, които се оказват Седемте смъртни гряха. Руби се появява за първи път и се вижда, че следи Сам. Тогава тя им помага в критичен момент. |                                                                    |                 |                     |       |
| The Kids Are Alright („Децата са добре“) | Сера Гамбъл                                                        | Фил Сгричиа     | 11 октомври 2007 г. | 2     |
| Сам и Дийн проследяват сменени деца, които нападат майките и техните деца. Момче, което те защитават има странна прилика с Дийн, което прави Дийн притеснен, защото той е прекарал една вечер с майката на момчето, Лиса. Сам научава още Sam за семейните корени и му е предложен възможен начин да спаси Дийн чрез предложение на Руби, която се появява отново и показва на Сам истината за себе си. |                                                                    |                 |                     |       |
| Bad Day at Black Rock („Лош ден в Блек Рок“) | Бен Едлънд                                                         | Боб Сингър      | 18 октомври 2007 г. | 3     |
| Новината за отварянето на Портата на Дявола продължава да се разнася, като обвиняват братята Уинчестър. Братята изведнъж увеличават късмета си като намират заешки крак. Но Боби казва на Сам, че кракът е прокълнат и носи смърт на човека, който го загуби. Бела Талбот се появява за първи път и краде кракът от Сам, причинявайки му лош късмет. Истинктите на Гордън може да осъждат Сам и той е отвлечен от ловец, който се възхищава на Гордън и брутално пребива Сам. Сам се кълне, че свръхестествените му способности са изчезнали, но е игнориран, защото ловеца (Кубрик) вярва, че е изпратен на мисия от Господ, за да спаси света от Сам. Докато го търси, Дийн се среща с Бела и взима крачето. |                                                                    |                 |                     |       |
| Sin City („Градът на греха“) | Робърт Сингър и Джеръми Карвър                                     | Чарлс Бийсън    | 25 октомври 2007 г. | 4     |
| Сам и Дийн разследват серия от жестоки убийства в Елизабетвил, Охайо, веднъж тих град, който е превърнат в рай за комарджии и пияници. Дийн открива два демона, които са в града и използват техните сили на убеждаване, за да карат гражданите да се поддадат на първичните си инстинкти. Дийн използва капана на Дявола, за да хване един от демоните, но и демонът успява да хване Дийн, след което те си говорят и Дийн започва да съчувства на демона. Междувременно, Руби помага на Боби да оправи Колтът. |                                                                    |                 |                     |       |
| Bedtime Stories („Приказки за лека нощ“) | Катрин Хъмприс                                                     | Майк Рол        | 1 ноември 2007 г.   | 5     |
| Приказките оживяват, когато братята разследват Кали, младо момиче, което изглежда олицетворява Снежанка. Отровена от мащехата си и останала в кома, нейният дух започва да се дразни все повече и повече както минава времето. Бащата на Кали я посещава постоянно, четейки ѝ историите на братя Грим и незнайно вдъхновявайки нейната касапница. След като слага духът ѝ в почивка, Сам среща кръстовищен демон, за да „направи сделка“ - или освобождава Дийн от сделката му или умира. Демонът казва, че няма силата на развали сделката и че само нейният шеф има тази способност. После тя се подиграва на Сам като му казва, че за него ще е добре да остави Дийн да умре. |                                                                    |                 |                     |       |
| Red Sky at Morning („Червено небе на сутринта“) | Лоурънс Андрис                                                     | Клиф Бол        | 8 ноември 2007 г.   | 6     |
| Дийн и Сам посещават жена, Гертруд, чиито племенница може би е била удавена от духове от потънал кораб, само за да разберат, че жената е наясно с възможността това да е станало и тяхното прикритие е развалено от Бела. |                                                                    |                 |                     |       |
| Fresh Blood („Свежа кръв“) | Лоурънс Андрис                                                     | Сера Гамбъл     | 15 ноември 2007 г.  | 7     |
| Гордън е избягал от затвора и дава на Бела ценна вещ в замяна на местоположението на Сам. След като се сблъсква със Сам и Дийн, Гордън е отвлечен от търсещ отмъщение вампир, който първо мисли да даде ловеца на вампири на новата си приятелки вампирки и ги вика. Междувременно Дийн се опитва да поднесе леко новините на Сам, че трябва да убият Гордън, когато го намерят. Сам изненадва Дийн като се сългасява без протести. По-късно, братята осъзнават колко лош е новият план на вампира, когато Гордън е превърнат в това, което мрази най-много. Когато момчетата разбират, че Бела е виновна за това, че Гордън ги е открил, Дийн казва на Бела, че първото нещо, което ще направи, ако оцелеят е да я убие, но си разчистват сметките, когато тя им помага да намерят Гордън. Мерцедес МакНаб е гост звезда. |                                                                    |                 |                     |       |
| A Very Supernatural Chirstmas („Една наистина свръхестествена Коледа“) | Джеръми Карвър                                                     | Дж. Милър Тобин | 13 декември 2007 г. | 8     |
| В този Коледен епизод, Сам и Дийн се срещат с извратена двойка Езически богове, които имат жажда за човешко месо. Флашбек-ове показват братята Уинчестър по време на Коледа преди 16 години, когато Сам научава, че свръхестественото съществува и че баща им е ловец. |                                                                    |                 |                     |       |
| Malleus Maleficarum („Лов на вещици“) | Бен Едлънд                                                         | Робърт Сингър   | 31 януари 2008 г.   | 9     |
| Сам и Дийн се попадат на сбор на вещици, които слугуват на демони. Руби казва на Сам и Дийн да се махнат от града, докато имат възможност, но братята я игнорират. Кръв започва да тече от устата на Дийн и Сам пътува до къщата на вещиците, за да спре магията. След като почти умира, Руби спасява Дийн и двамата отиват да помогнат на Сам. Братята научават, че Руби е била вещица преди да стане демон. |                                                                    |                 |                     |       |
| Dream a Little Dream of Me („Сън, мой сън“) | История: Сера Гамбъл и Катрин Хъмприс Сценарий: Катрин Хъмприс     | Стив Бойъм      | 7 февруари 2008 г.  | 10    |
| Девица отива в стаята на Боби в хотел и го намира заспал. Никой не може да го събуди и докторът казва, че внезапно е изпаднал в кома. Братята Дийн и Сам разследват това мъчение и разбират, че е хванат в капан в собствения си ум. Те успяват да спасят Боби, но Дийн трябва да се изправи срещу един от най-големите си страхове. В същия момент Бела открадва Колтът. |                                                                    |                 |                     |       |
| Mystery Spot („Мистериозното място“) | История: Джеръми Карвър и Емили МакЛаглин Сценарий: Джеръми Карвър | Ким Манърс      | 14 февруари 2008 г. | 11    |
| Сам преживява един и същи ден отново и отново, като непрестанно трябва да се справя със смъртта на Дийн. Решен да спре времевата примка той постоянно се опитва да промени деня или да попречи на смъртта на брат му да се случи. След като постоянно се проваля, Сам забелязва лека промяна в това как минава деня и разбира кой е виновен. Той се изправя лице в лице с мъжа и се оказва, че това е Фокусника, който братята смятали, че са убили преди време. Сам опитва да го убие, но Фокусника спира времевата примка и позволява на братята да си тръгнат. На другия ден, Дийн е застрелян от крадец и умира. Объркан, Сам става лош и посветява живота си на проследяването на Фокусника. Накрая те се срещат отново и Сам моли Фокусника да оправи нещата. |                                                                    |                 |                     |       |
| Jus In Bello („Правилата на войната“) | Сера Гамбъл                                                        | Ким Манърс      | 21 февруари 2008 г. | 12    |
| Сам и Дийн влизат в апартамента на Бела, за да си вземат Колтът, но тя е подсказала на агент Хенриксен за техните намерения и те са арестувани. Докато Сам и Дийн са заключени в килия в Колорадо, демон нахлува и убива няколко полицаи и обладава Хенриксен. След като побеждават демона, агента на ФБР осъзнава, че братята са казвали истината и се подготвя да ги освободи, но Руби се появява и предупреждава Сам и Дийн, че управлението е обградено от банда демони с могъщ нов лидер, който иска Сам да умре. Руби предлага план, който включва да убият девствената секретарка, но Дийн отказва предложението и избира да пусне демоните, за да ги хване в капан като завари вратите със сол и да пусне гласът на Сам на касета, докато той рецитира ритуал за ексзорсизъм. След като братята си тръгват малко момиче идва в офиса на шерифа и пита за висок и красив мъж и когато я питат за името ѝ се оказва, че това е Лилит, демонът който иска Сам да умре и убива всички в сградата. |                                                                    |                 |                     |       |
| Ghostfacers („Ловци на духове“) | Бен Едлънд                                                         | Фил Сгричиа     | 24 април 2008 г.    | 13    |
| Сам и Дийн работят по случай на същото място, където момчетата от Hell Hound's Lair, Ед Зедмор и Хари Сманглър, снимат сюжета за тяхното риалити шоу „Преследвачи на духове“. На всяка високосна година, в полунощ, дух, който е бил чистач в местна болница убива хора и носи труповете им в къщата на Мортън за компания. Техните духове остават затворени в къщата, както и всеки жив човек ов къщата в полунощ. Сам и Дийн остават затворени в къщата с екипа на „Преследвачи на духове“ и трябва да разберат как да убият духа, докато той ги хваща един по един. |                                                                    |                 |                     |       |
| Long Distance Call („Обаждане от отвъдното“) | Сера Гамбъл                                                        | Чарлс Бийсън    | 8 февруари 2007 г.  | 14    |
| Хора получават обаждания от любими, които са умрели като им казват да се самоубият. Дийн получава обаждане от Джон (гост звездата Джефри Дийн Морган) и казва на Дийн, че знае кой е демонът и как да се отърве от договора, който ще прати душата му в Ада. Сам и Дийн се карат, защото Сам не вярва на информацията, която Дийн получава по телефона, но Дийн е убеден, че това е баща им и следва съветите, които му дава, за да опита да се спаси. Обаче се оказва, че Крокота (бездомен демон, който примамва хората в тъмното като постоянно повтаря „Ела при мен“ и след това поглъща душите им) използва радио станция, за да кара хората да се самоубиват. |                                                                    |                 |                     |       |
| Time Is On My Side („Времето е на моя страна“) | Сера Гамбъл                                                        | Чарлс Бийсън    | 8 май 2008 г.       | 15    |
| Сам убеждава Дийн да отидат в Ери, Пенсилвания, за да разледват възможно зомби. Но накрая срещат доктор Бентън (гост звезда Били Драго), истински доктор, който изоставя работата си през 1816, за да следва манията си за намиране на ключ към вечния живот. Той дрогира хората и взима техните вътрешни органи за неговото изследване. Междувременно, Боби намира къде е Бела и Дийн оставя Сам да се справи с доктора сам, докато той търси Бела. |                                                                    |                 |                     |       |
| No Rest For The Wicked („Без пощада“) | Ерик Крипки                                                        | Ким Манърс      | 15 май 2008 г.      | 16    |
| Със само 30 часа живот сделката на Дийн приключва, Сам и Боби търсят Лилит, която държи договора. След като разбират местоположението на Лилит в Ню Хармъни, Индиана, Сам призовава Руби за помощ въпреки протестите на Дийн. Те решават, че не могат да ѝ вярват и крадат нейния нож, който убива демони и заминават за Ню Хармъни. Лилит държи едно семейство за заложници, докато използва тялото на тяхното малко момиче за домакин. Сам, Дийн и Боби се бият с Лилит и нейните демони в последен опит да спасят живота на Дийн. Лилит напуска тялото на малкото момиче и влиза в тялото на Руби, без Сам и Дийн да разберат. Часовникът стига полунощ, след като Дийн казва на разстроения Сам да продължи да се бие. Дийн вижда адската хрътка и бяга в една стая в къщата. Руби обещава, че тя може да пребори хрътката и си иска Ножът. Дийн казва на Сам, че това не е Руби и те се бият. Сам опитва сделка в последната минута, но няма никаква полза. Лилит пуска Адската хрътка и тя разкъсва Дийн. Лилит опитва да убие Сам, но той е твърде силен за нейните сили. Докато Сам опитва да намушка Лилит тя напуска тялото и Сам осъзнава, че Дийн го няма. Той плаче над трупа на брат си. Публиката вижда Дийн в Ада, закачен на куки в мрежа от вериги, викайки Сам за помощ. |                                                                    |                 |                     |       |